# Felicia namaquana
Felicia namaquana là một loài thực vật có hoa trong họ Cúc. Loài này được (Harv.) Merxm. mô tả khoa học đầu tiên năm 1960.